# Albert Popwell
Albert Popwell (New York, 15 luglio 1926 – Los Angeles, 9 aprile 1999) è stato un attore statunitense noto per i suoi numerosi ruoli televisivi e per le sue partecipazioni in alcuni film di Clint Eastwood, in particolare nella serie dedicata all'Ispettore Callaghan.

## Biografia
Afro-americano, Albert Popwell  raggiunse una certa popolarità verso la fine degli anni sessanta. Nonostante fosse un attore prettamente televisivo, è probabilmente più noto per le sue apparizioni in film con Clint Eastwood, con il quale  recitò in cinque occasioni, quattro delle quali nella nota serie di film dedicata all'Ispettore Callaghan. Popwell interpretò, in ordine cronologico, un rapinatore di banche in Ispettore Callaghan: il caso Scorpio è tuo! (1971), un magnaccia omicida in Una 44 Magnum per l'ispettore Callaghan (1973), un farabutto di nome Ed Mustapha in Cielo di piombo, ispettore Callaghan (1976) e un amico di Harry di nome Horace King in Coraggio... fatti ammazzare (1983). Non apparve poi nell'ultimo film della serie, ovvero Scommessa con la morte (1988), a causa di un conflitto di programmazione.
Un altro dei suoi ruoli cinematografici fu nel film Scissors - Forbici (1991), in cui recitò con Sharon Stone. Morì nel 1999, all'età di 72 anni, a causa di alcune complicazioni in un intervento chirurgico a cuore aperto.

## Filmografia parziale

### Cinema
- 7 volontari dal Texas (Journey to Shiloh), regia di William Hale (1968)
- L'uomo dalla cravatta di cuoio (Coogan's Bluff), regia di Don Siegel (1968)
- Ispettore Callaghan: il caso Scorpio è tuo! (Dirty Harry), regia di Don Siegel (1971)
- ...e tutto in biglietti di piccolo taglio (Fuzz), regia di Richard A. Colla (1972)
- Chi ucciderà Charley Varrick? (Charley Varrick), regia di Don Siegel (1973)
- Cleopatra Jones: Licenza di uccidere (Cleopatra Jones), regia di Jack Starrett (1973)
- Una 44 Magnum per l'ispettore Callaghan (Magnum Force), regia di Ted Post (1973)
- Operazione casinò d'oro (Cleopatra Jones and the Casino of Gold), regia di Charles Bail (1975)
- Cielo di piombo, ispettore Callaghan (The Enforcer), regia di James Fargo (1976)
- The Buddy Holly Story, regia di Steve Rash (1978)
- Coraggio... fatti ammazzare (Sudden Impact), regia di Clint Eastwood (1983)
- Who's That Girl, regia di James Foley (1987)
- The Siege of Firebase Gloria, regia di Brian Trenchard-Smith (1989)
- Scissors - Forbici (Scissors), regia di Frank De Felitta (1991)

### Televisione
- Assistente sociale (East Side/West Side) – serie TV, episodio 1x07 (1963)
- Daktari – serie TV, episodio 3x03 (1967)
- Tarzan – serie TV, episodio 2x19 (1968)
- Search – serie TV (1972-1973)
- Colombo (Columbo) – serie TV, episodio 3x08 (1974)
- Squadra emergenza (Third Watch) – serie TV (1975)
- Le strade di San Francisco (The Streets of San Francisco) – serie TV (1975)
- Wonder Woman – serie TV (1975)
- Buck Rogers – serie TV (1979)
- A-Team (The A-Team) – serie TV (1983)
- Magnum, P.I. – serie TV (1986)

## Doppiatori italiani
- Carlo Reali in Cleopatra Jones: Licenza di uccidere
- Renato Mori in  Una 44 Magnum per l'ispettore Callaghan
- Walter Maestosi in Cielo di piombo, ispettore Callaghan
- Emilio Cappuccio in Coraggio... fatti ammazzare